# اسناد فراماسونری در ایران
اسناد فراماسونری در ایران کتابی دو جلدی است که توسط مؤسسه مطالعات و پژوهشهای سیاسی به رشته تحریر درآمده‌است.

## پیشگفتار
«... فراماسونری به عنوان تشکیلاتی منسجم، مرموز و درهم پیوسته با مراکز جهانی قدرت سیاسی، پدیده‌ای است که از قرن هجدهم به بعد و در پیوند با رویکرد استعماری تمدن غرب و مراحل تاریخی شکل‌گیری آن به وجود آمده است. این تشکیلات در سازگاری با نقش تاریخی ویژه‌ای که در لوای شعار «برادری، برابری، آزادی» و نوع‌دوستی»و در مراحل بعدی «ایجاد حکومت واحد جهانی» ایفاگر آن بود، گام به گام، با نفوذ استعماری دول غربی در عالم توسعه‌یافته و به سازمانی جهانی بدل شده‌است...
کتاب «اسناد فراماسونری در ایران» در ۱۶ بخش تدوین شد که ۷ فصل آن در جلد اول و ۹ فصل دیگر آن در جلد دوم آمده است. کتاب‌نامه، گزیده اسناد و تصاویر و فهرست اعلام نیز بخش‌های پایانی این مجموعه دوجلدی را تشکیل می‌دهد.»
در مورد آغاز شکل گیری فراماسونری عمده منابع آن را به قرن 16 و معماران دوران رنسانس متاخر و باروک نسبت می دهند. نام این تشکیلات نیز به عنوان free mason یا معماران آزاد گویای همین واقعیت تاریخی است. همچنین باید توجه داشت برخلاف تبلیغات عمدتاً غیرعلمی موجود مبنی بر ریشه سیاسی فراماسونری، این انجمن اخوت صرفاً به عنوان تشکیلاتی صنفی تاسیس شد و البته پس از آن در حوزه‌های مختلفی فعالیت نمود.

## جلد ۱
در جلد اول به پیدایش فراماسونری در جهان و ایران و ارتباط این تشکیلات با ساواک پرداخته شده‌است.
بیشتر مطالب این جلد را اسناد و مدارک تشکیل داده‌است.

## جلد ۲
در جلد دوم، مهمترین لژهای فراماسونری غربی (انگلیسی، فرانسوی، آلمانی و آمریکایی) معرفی شده‌اند.
موضوع کتاب «فراموشخانه و فراماسونری در ایران» و همچنین انتشار اسناد و اسامی فراماسون‌ها و انعکاس آن در گزارش‌های ساواک به انتهای جلد ۲ افزوده شده‌است.